# Les Films de la drève
 (janvier 2018).
Les Films de la Drève est une société de production belge fondée en 1973 par les Jean-Jacques Andrien pour réaliser son premier long-métrage Le fils d'Amr est mort primé au festival de Locarno (Léopard d'or).
La société a distribué, produit et coproduit à ce jour une douzaine de films de longs-métrages, courts-métrages et documentaires primés  dans les festivals internationaux les plus importants ( Cannes, Berlin, Venise, Locarno etc.) et diffusés dans les circuits de diffusion commerciaux salles et télévisuels.

## Filmographie
- 1972 : Le Rouge, le Rouge et le Rouge, court métrage de Jean-Jacques Andrien
- 1975 : Le fils d'Amr est mort de Jean-Jacques Andrien
- 1981 : Le Grand Paysage d'Alexis Droeven de Jean-Jacques Andrien
- 1984 : Mémoires de Jean-Jacques Andrien
- 1986 : Genesis de Mrinal Sen
- 1989 : Hoppla ! (documentaire) de Wolfgang Kolb
- 1989 : Australia de Jean-Jacques Andrien
- 1991 : Parfois trop d'amour de Lucas Belvaux
- 1995 : Chiens errants, court métrage de Yasmine Kassari
- 2000 : Linda et Nadia, court métrage de Yasmine Kassari
- 2001 : Quand les hommes pleurent, documentaire de Yasmine Kassari
- 2004 : L'Enfant endormi (The Sleeping Child) de Yasmine Kassari
- 2012 : Il a plu sur le grand paysage de Jean-Jacques Andrien